# Bonifacio I di Toscana
Bonifacio I di Toscana, (Bonifacio I di Lucca, o Bonifacio I di Tuscia o Bonifacio il Bavaro) (Baviera, VIII secolo – 823), fu capostipite delle dinastie Bavarese ed Estense, conte e duca di Lucca. Fu marchese di Toscana dall'812 all'823.

## Biografia
Le notizie sul nobile Bonifacio I sono scarse e non tutte concordi. Secondo Ludovico Antonio Muratori, pur non essendo note anno e luogo preciso di nascita, era certamente originario della Baviera e giunse in Italia al seguito di Carlo Magno. Fu soprannominato il Bavaro per le sue origini e fu il rappresentante del potere imperiale per volere di Carlo Magno, dopo la morte del figlio Pipino. 

Appare sicuro che nell'813 poteva fregiarsi dei titoli di duca (dux), di margravio (Markgraf) e di conte (comes) e che controllava Lucca e la Toscana. Come vassallo dell'imperatore, i suoi domini si spingevano sino alla Corsica ed alla Liguria. Conquistò diverse città: Pisa, Pistoia, Volterra, e Luni. 
È considerato il capostipite della casata Estense.

## Discendenza
Ebbe tre figli:
- Bonifacio II divenne marchese di Toscana;
- Berardo, che fu al fianco di Bonifacio II nella difesa della Corsica;
- Richilda, che divenne badessa del monastero dei Santi Benedetto e Scolastica a Lucca.